# Canyon City
Canyon City és una població dels Estats Units i seu del comtat de Grant a l'estat d'Oregon. Segons el cens del 2000 tenia 669 habitants.

## Demografia
Segons el cens del 2000, Canyon City tenia 669 habitants, 257 habitatges, i 180 famílies. La densitat de població era de 185,8 habitants per km².
Dels 257 habitatges en un 37,7% hi vivien nens de menys de 18 anys, en un 54,1% hi vivien parelles casades, en un 11,7% dones solteres, i en un 29,6% no eren unitats familiars. En el 24,9% dels habitatges hi vivien persones soles el 8,6% de les quals corresponia a persones de 65 anys o més que vivien soles. El nombre mitjà de persones vivint en cada habitatge era de 2,46 i el nombre mitjà de persones que vivien en cada família era de 2,94.
Per edats la població es repartia de la següent manera: un 28,7% tenia menys de 18 anys, un 6,4% entre 18 i 24, un 31,2% entre 25 i 44, un 20,5% de 45 a 60 i un 13,2% 65 anys o més.
L'edat mediana era de 35 anys. Per cada 100 dones de 18 o més anys hi havia 107,4 homes.
La renda mediana per habitatge era de 29.940$ i la renda mediana per família de 41.458$. Els homes tenien una renda mediana de 31.167$ mentre que les dones 23.438$. La renda per capita de la població era de 14.404$. Aproximadament el 5,7% de les famílies i el 7,8% de la població estaven per davall del llindar de pobresa.

## Poblacions més properes
El següent diagrama mostra les poblacions més properes.